# Benagébe
Benagéber là một đô thị ở comarca Los Serranos cộng đồng Valencia, Tây Ban Nha. Đô thị này có diện tích 69,82 km², dân số thời điểm năm 2006 là 161 người.